# Reliques de la Sainte-Chapelle
Les reliques de la Sainte-Chapelle sont les reliques du Christ acquises par la monarchie française durant le Moyen Âge et aujourd'hui conservées par l'archevêché de Paris.

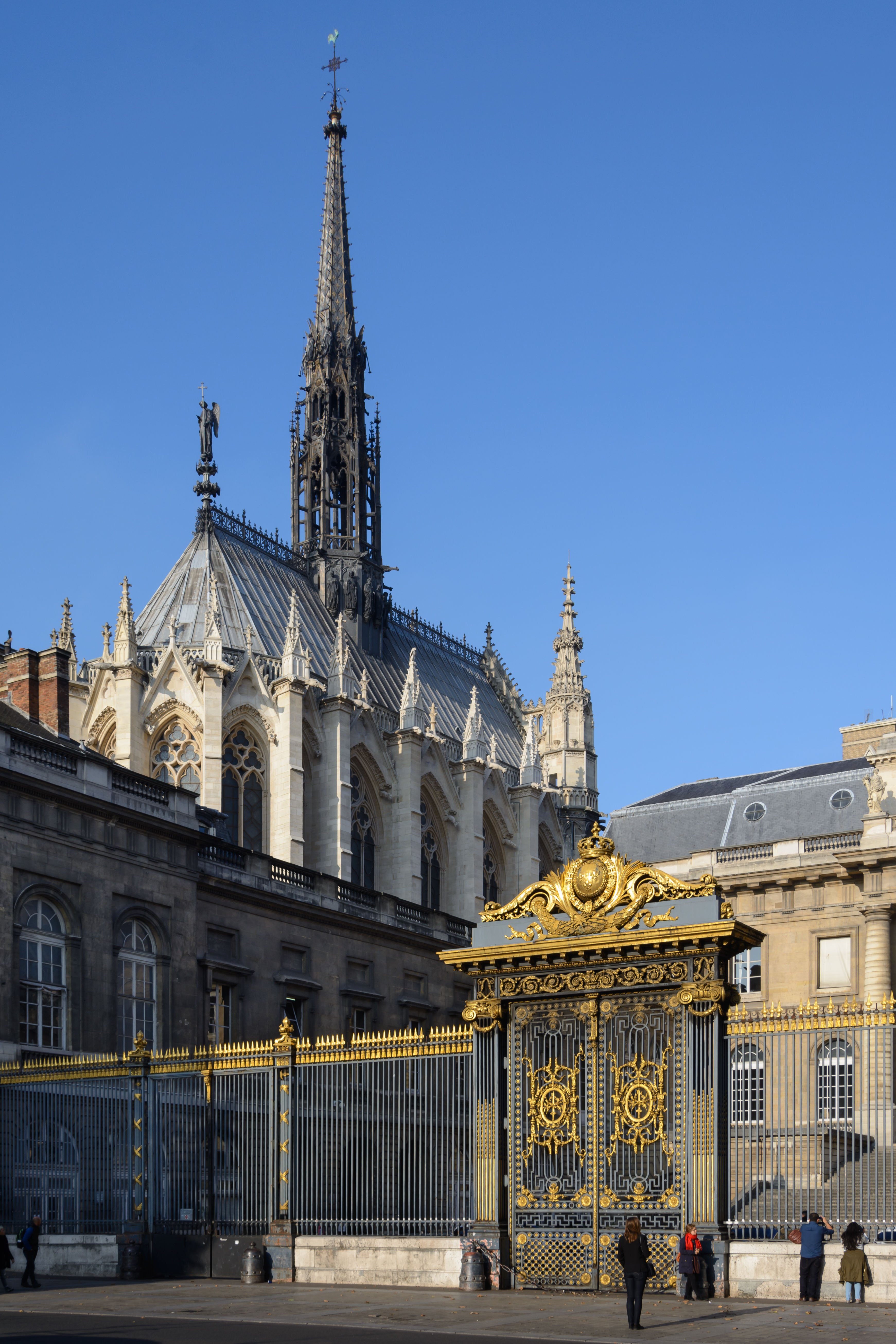
Sainte-Chapelle de Paris
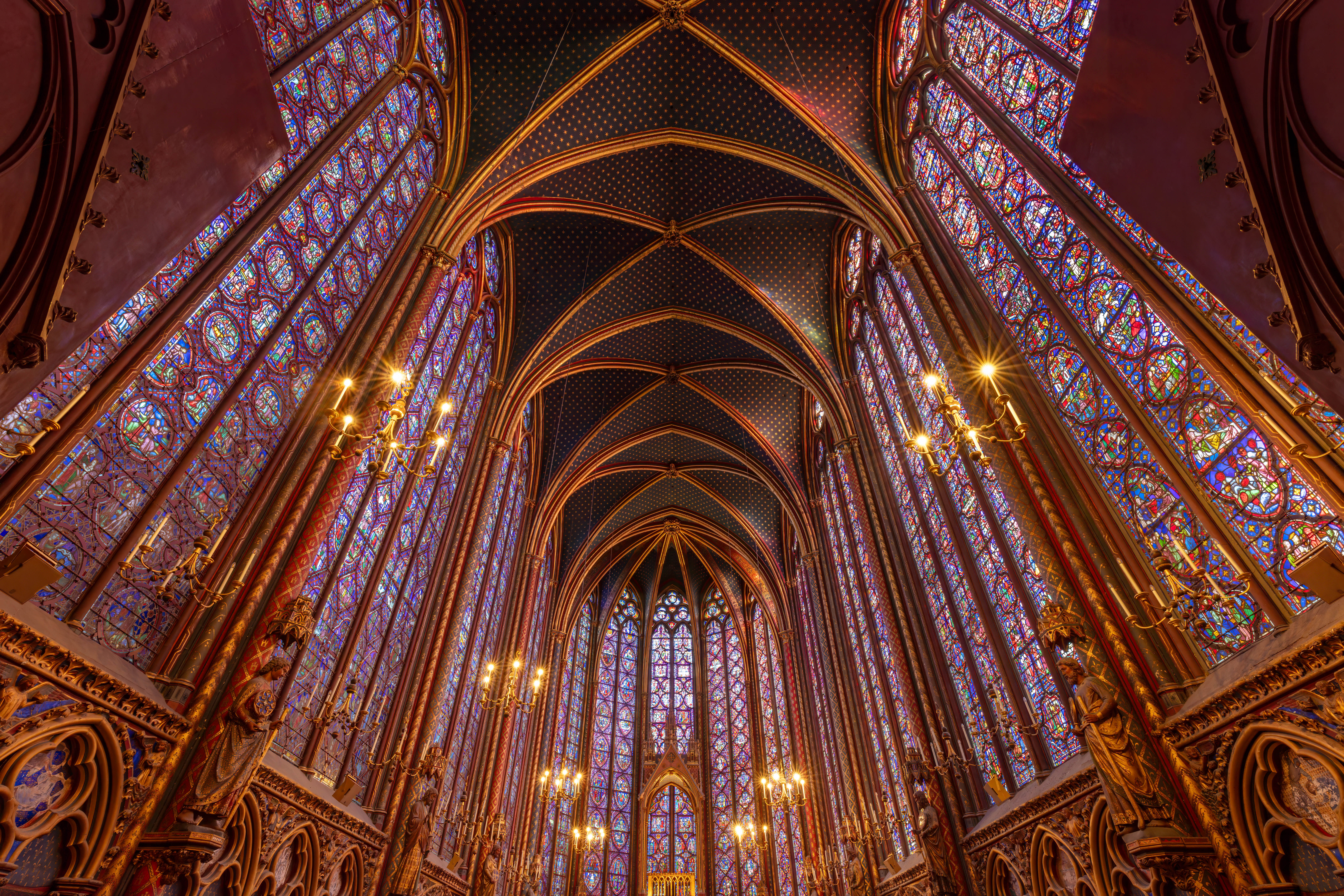
Chapelle haute
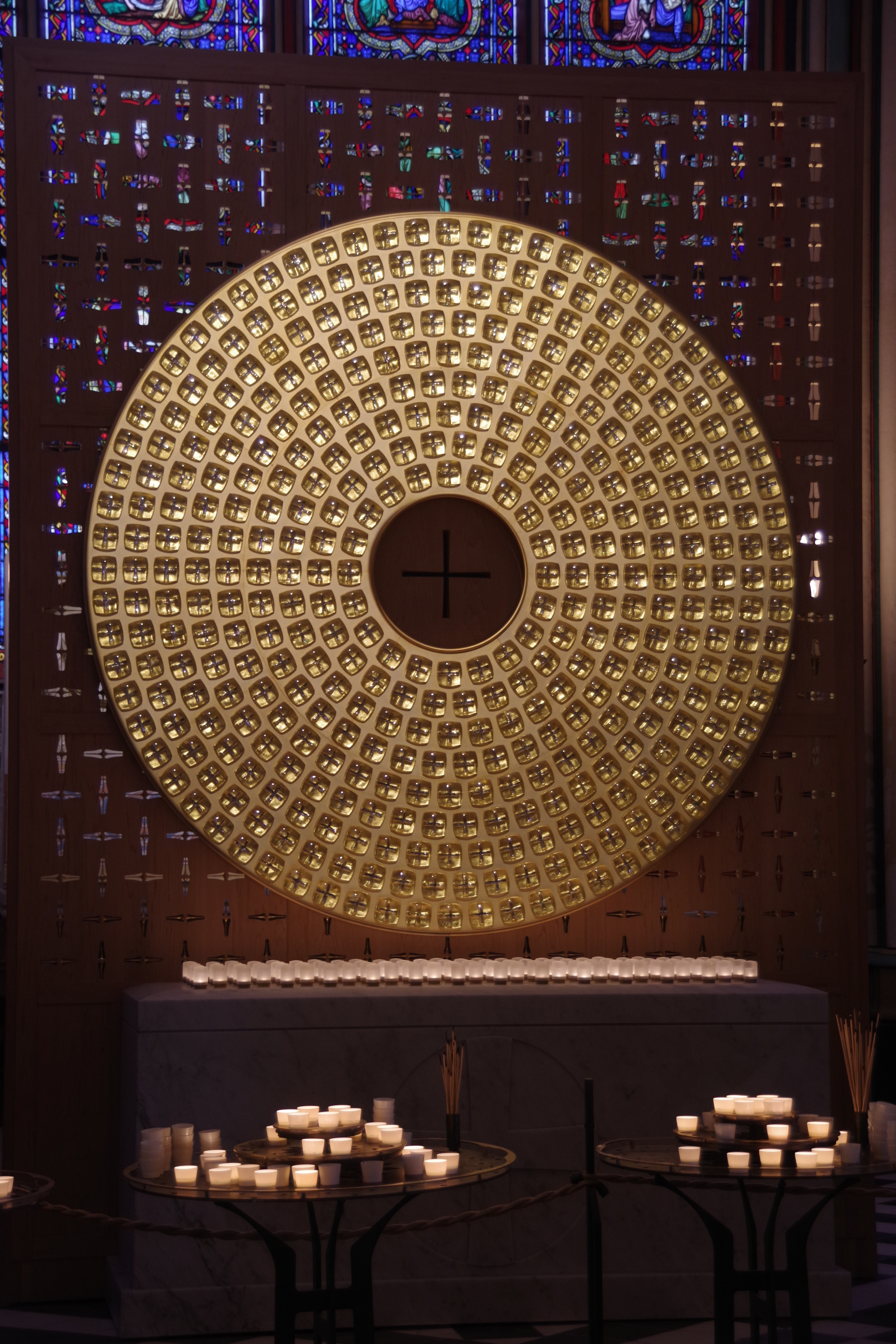
Reliquaire de 2024
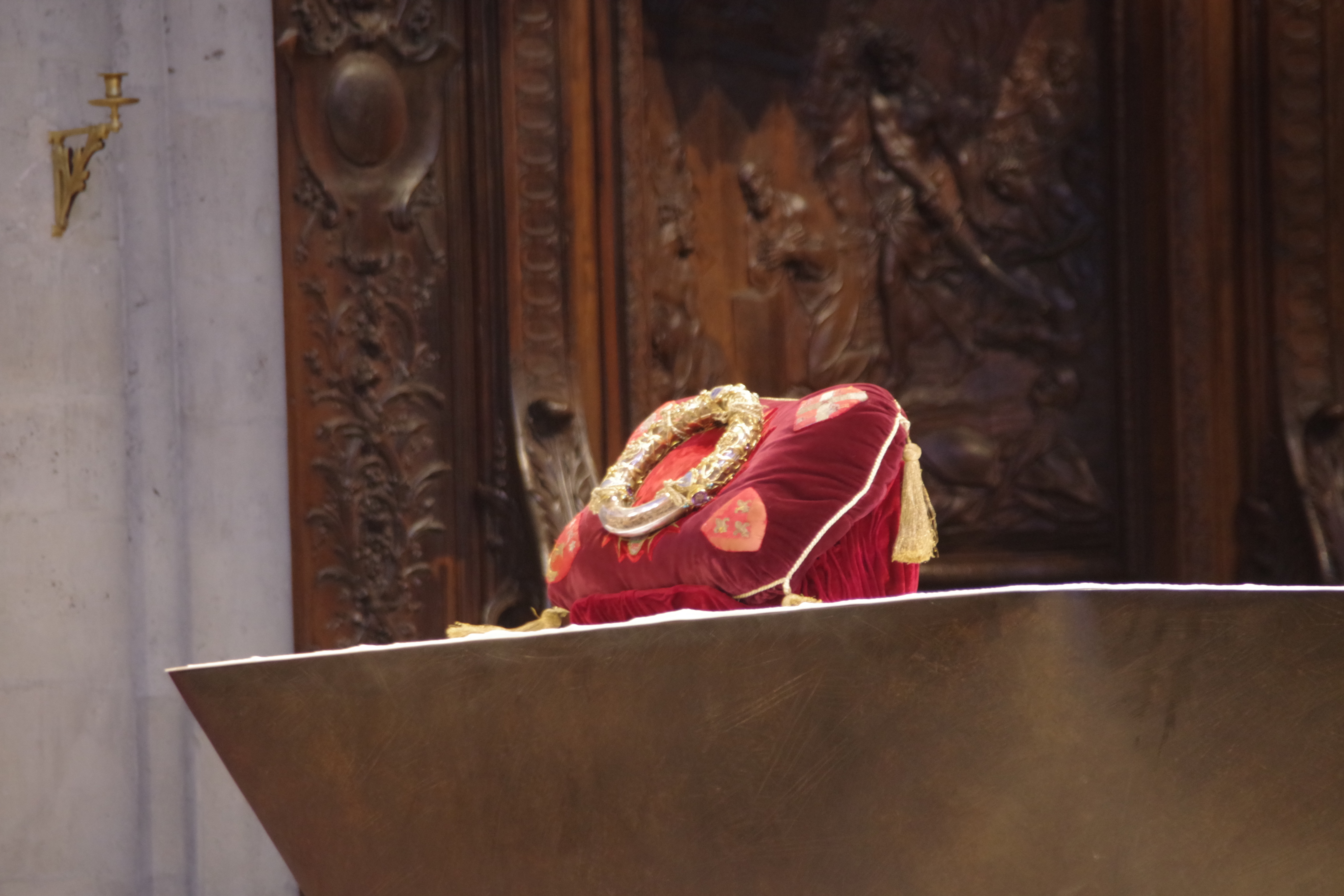
Sainte Couronne

## Acquisition des reliques
Dans la chrétienté du XIIIe siècle, la possession de reliques remarquables est considérée comme la preuve d'une grande dévotion ainsi que la source d'un grand prestige.
Or, en 1237, Baudouin II de Courtenay, empereur latin de Constantinople, vient en France afin de demander l'aide de son cousin, Louis IX, contre les Grecs de Nicée.
Pendant son séjour auprès de Saint Louis, il apprend que les barons latins de Constantinople, manquant d'argent, souhaitent vendre la Couronne du Christ à des étrangers. Celle-ci étant la plus précieuse des reliques conservées à Constantinople (les autres à cette époque étant fractionnées et dispersées, comme la Vraie croix), Baudouin supplie Louis et Blanche de Castille d'empêcher que la Sainte Couronne ne tombe entre des mains étrangères.
L'idée d'acquérir la fameuse relique comble la piété et flatte la gloire du roi et de sa mère.

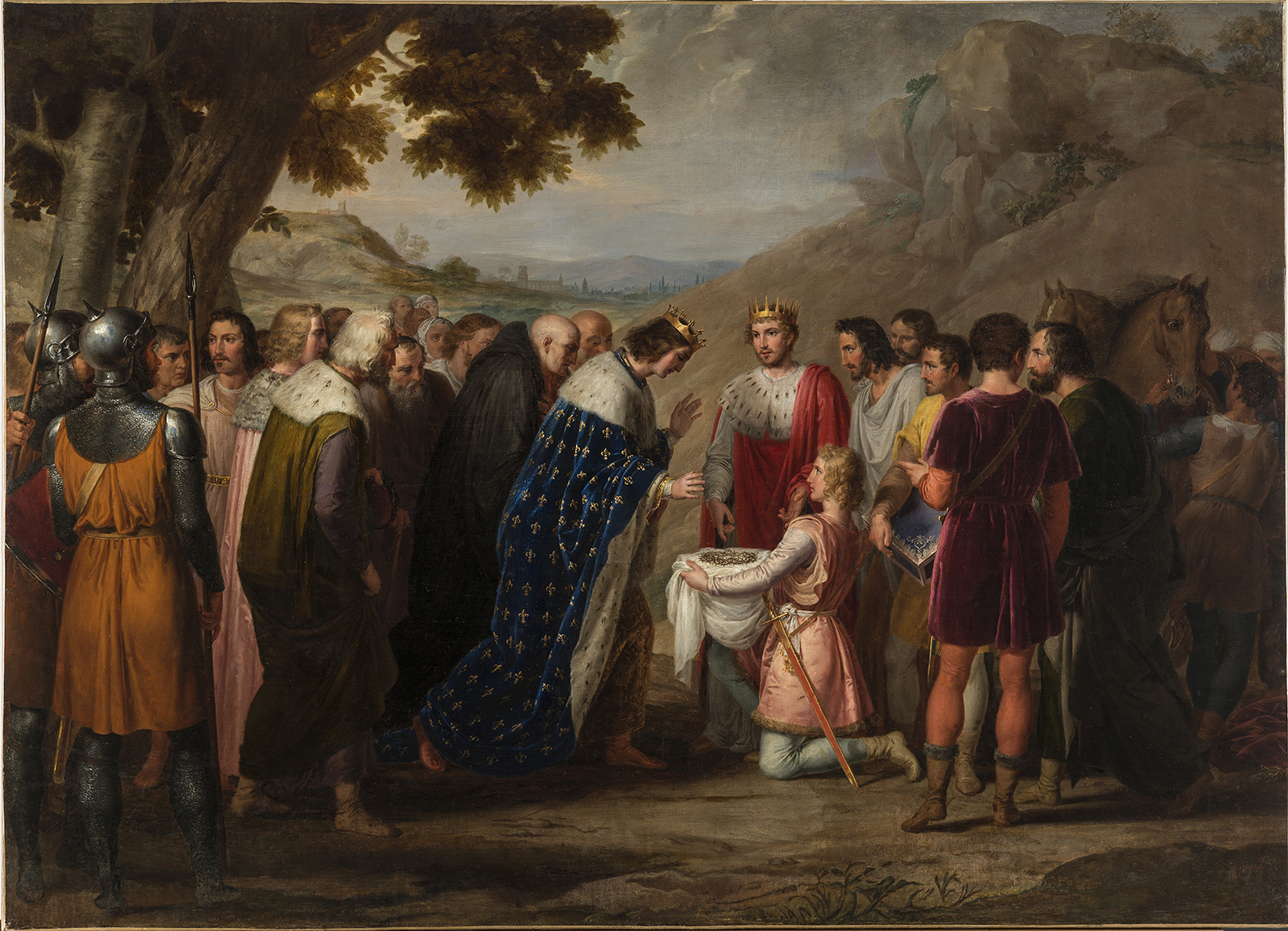
, Saint Louis recevant la sainte couronne de Baudouin II, entre 1827 et 1839

De Paris, Baudouin II envoie un émissaire avec une lettre ordonnant que la Couronne soit remise aux envoyés que Louis envoie de son côté, soit deux dominicains, Jacques et André, dont le premier a été prieur de l'ordre des Prêcheurs à Constantinople et pourra donc reconnaître l'authenticité de la relique. Quand les envoyés de Baudouin et de Louis arrivent à destination, ils apprennent que le besoin d'argent est devenu si urgent que les barons ont emprunté aux marchands vénitiens et leur ont donné en gage la couronne d'épines. Et, si la couronne n'est pas rachetée avant la fête des saints Gervais et Protais, soit le 18 juin, elle appartiendra aux Vénitiens et sera transférée dans la cité de la lagune. Mais, de manière inattendue, les envoyés de Baudouin et de Louis arrivent avant la date fatidique et ils engagent les négociations avec les Vénitiens qui acceptent de vendre la relique au roi de France à condition qu'elle passe par Venise. Les négociations prennent fin en décembre 1238. Bien que l'hiver soit hostile à la navigation et que les Grecs aient disposé des galères sur les itinéraires possibles pour s'emparer de la relique, celle-ci prend la mer. Elle arrive sans encombre à Venise, où elle est exposée dans la chapelle Saint-Marc. Le frère André reste à Venise pour surveiller la couronne, tandis que le frère Jacques va annoncer la nouvelle à Louis et Blanche, puis, revient à Venise avec la somme colossale de l'achat, dont nous ignorons le montant, accompagné des hommes de Baudouin, garants de l'opération. De nouvelles négociations ont lieu et les Vénitiens, qui n'osent pas s'opposer à la volonté de Louis et de Baudouin, laissent partir la relique à contrecœur. Le transport vers la France se fait, cette fois, par la terre. Pour assurer leur sécurité, les convoyeurs sont munis d'un sauf-conduit de Frédéric II du Saint-Empire, la plus haute garantie juridique de la Chrétienté. La couronne est enfin proche de son acquéreur et est déposée à Villeneuve-l'Archevêque où le roi se précipite pour la voir, accompagné de sa mère, de ses frères, de Gauthier Cornut et de Bernard de Sully ainsi que de nombreux barons et chevaliers.
Le lendemain, la couronne est transportée par bateau sur l'Yonne et la Seine jusqu'à Vincennes. La châsse comportant la relique est alors exposée sur un grand échafaud pour être vue de tout le peuple. Puis, la châsse arrive dans la capitale, portée par Louis et son frère Robert, pieds nus, suivi de prélats, de clercs, de religieux et de chevaliers, eux aussi pieds nus. La relique est quelques instants placée dans la cathédrale Notre-Dame. Enfin, la relique arrive au terme de son voyage et est déposée dans la chapelle Saint-Nicolas du palais de la Cité.
Les besoins d'argent de l'empereur Baudouin s'accroissant, Louis lui rachète à grand frais d'autres reliques de la Passion. En 1241, il acquiert une partie importante de la Vraie Croix, la Sainte Éponge et le fer de la Sainte Lance, pour 135 000 livres, soit la moitié des revenus annuels de la Couronne de France.
C'est donc plusieurs fois en odeur de sainteté que l'immense reliquaire, prenant la taille d'un édifice monumental, sert à accueillir les reliques ramenées au royaume de France :
- la couronne d'épines,
- le fragment de la Vraie Croix.
- la lance et l'éponge de la Passion
- des reliques de la Vierge
- s'y ajoute le Mandylion, image supposée du Christ[1].

## Thésaurus

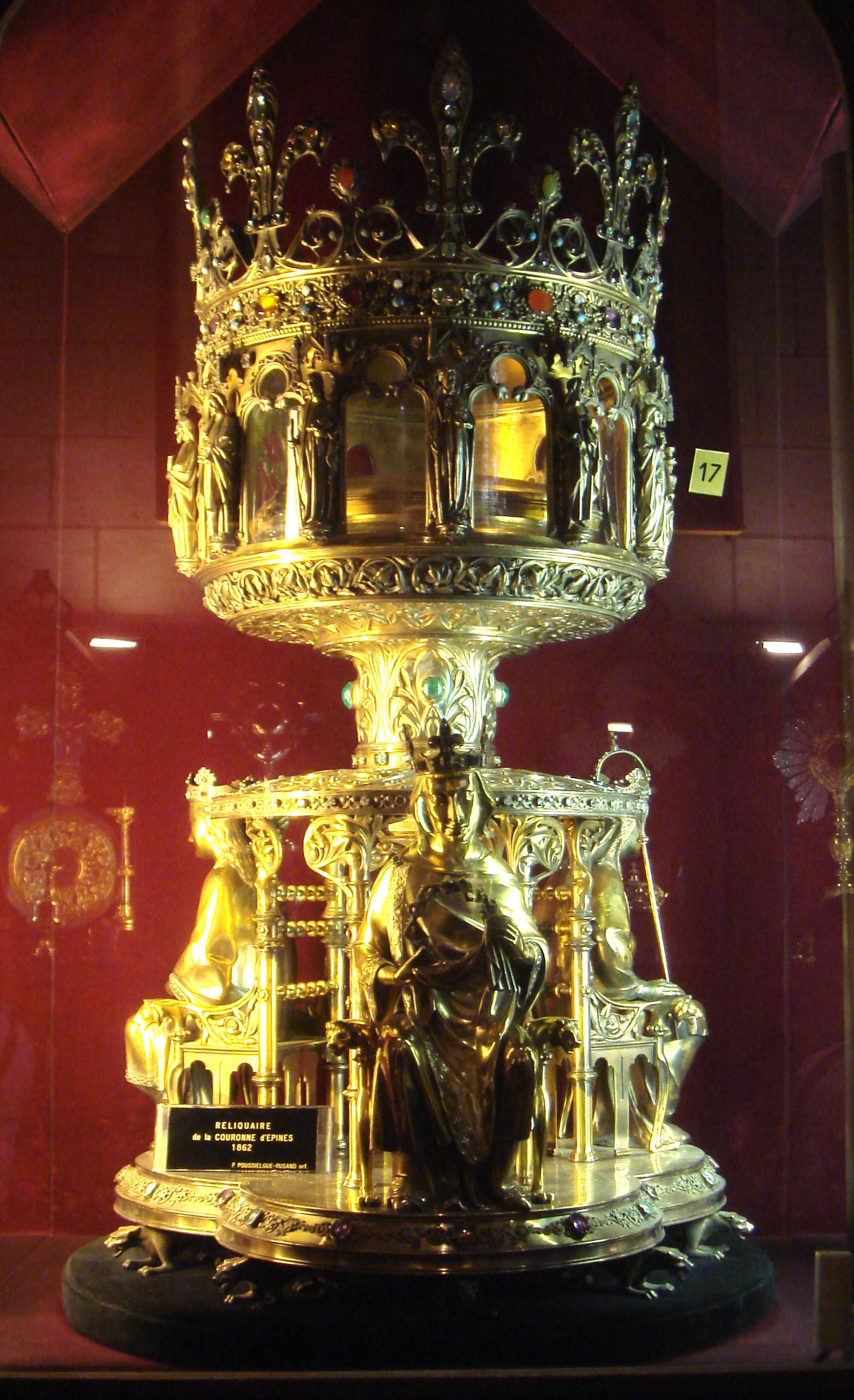
Reliquaire de la Sainte Couronne (auj. à Notre-Dame de Paris)
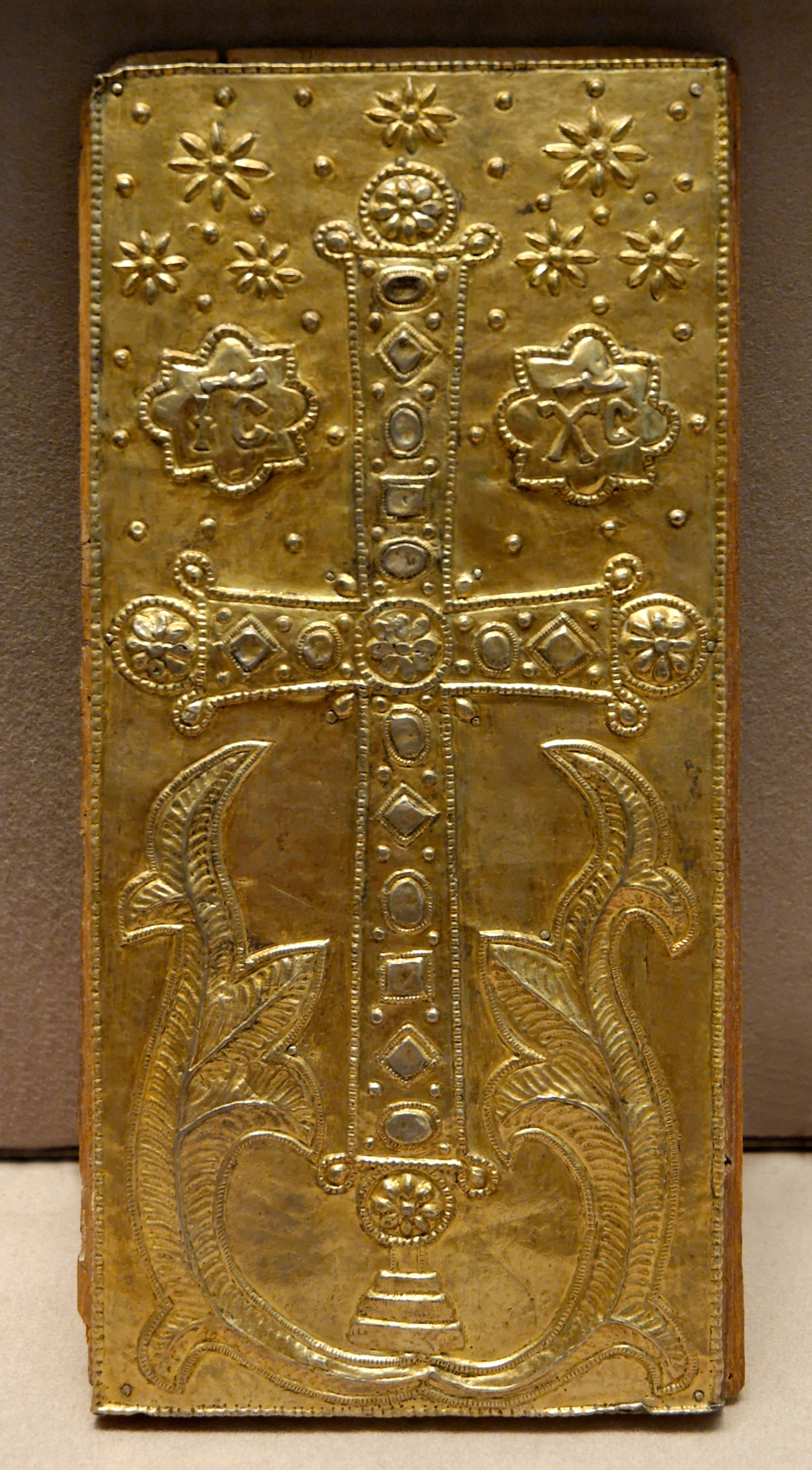
Couvercle à glissière d'un coffret ayant contenu la « pierre du Sépulcre ».
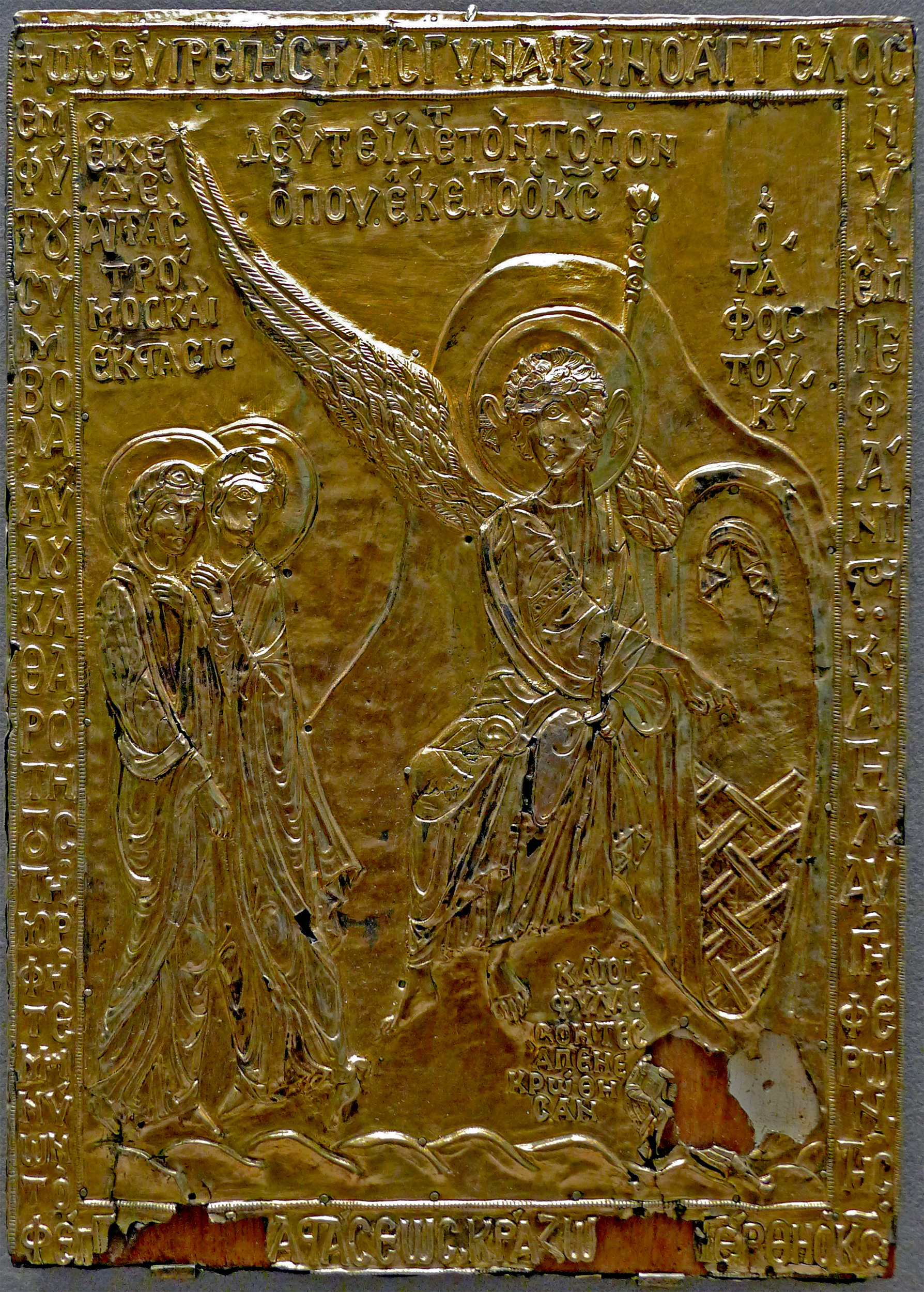
Plaque de reliquaire (musée du Louvre, MR348)

## Postérité
- Du Moyen Âge à l'époque moderne, les rois de France ponctionnent le trésor, vendent les rubis et fondent les ors pour assurer les liquidités de l'État et ses énormes besoins en dépenses militaires. En effet à l'époque moderne, tous les trésors ecclésiastiques gardent leur rôle premier de réserve monétaire utilisable en cas de besoin. C'est ainsi que, par exemple, Philippe VI de France vend une épine de la Sainte Couronne à Rodolphe II de Saxe[2]. Cela amène à une situation où, sous Henri IV, les restes du trésor sont réduits à un état qui ne changera plus jusqu'à la Révolution.
- La Révolution française met au ban la conservation des reliques, comme tout symbole sacré lié à la royauté, mais conserve les pièces jugées de grande qualité artistique.
- Ces reliques ont été remises à l'archevêché de Paris en 1804 et sont conservées au Trésor de la cathédrale Notre-Dame de Paris jusqu'à l'incendie d'avril 2019 ; depuis cette date, elles sont déposées au musée du Louvre.

- Le trésor de la Sainte-Chapelle fut une exposition du Musée du Louvre pendant l'été 2001.

## Conservation et vénération aujourd'hui
Les Reliques de la Sainte Chapelle sont aujourd'hui conservées au Trésor de la Cathédrale Notre Dame, sous la garde statutaire des Chevaliers de l'Ordre Equestre du Saint-Sépulcre de Jérusalem et du Chapitre cathédral.
Tous les premiers vendredis du mois, dans l'après-midi, sous la garde des Chevaliers de l'Ordre Equestre du Saint-Sépulcre de Jérusalem, les Saintes Reliques sont exposées à la vénération et à l'adoration des fidèles, devant le Maître-autel de la Cathédrale.
Chaque Vendredi Saint, cette adoration est proposée durant toute la journée, ponctuée par des offices liturgiques.